# ینی‌کند (ترتر)
ینی‌کند (به لاتین: Yenikend) یک منطقه مسکونی در جمهوری آذربایجان است که در شهرستان ترتر واقع شده‌است. ینی‌کند ۴۲۲ نفر جمعیت دارد.